# Зембинский район
Зе́мбинский район (бел. Зембінскі раён) — административно-территориальная единица в Белорусской ССР в 1924—1927 годах, входившая в Борисовский округ, затем непродолжительное время — в Минский округ.
Зембинский район с центром в местечке Зембин был образован в Борисовском округе 17 июля 1924 года. 20 августа 1924 года район разделён на 7 сельсоветов. 21 августа 1925 года к району присоединено 2 сельсовета из состава Борисовского района и образован один новый сельсовет. 9 июня 1927 года в связи с упразднением Борисовского округа территория района вошла в состав Минского округа, но уже 22 сентября 1927 года район был упразднён. Территория района была разделена между Бегомльским (2 сельсовета), Борисовским (5 сельсоветов), Логойским (1 сельсовет) и Плещеницким (2 сельсовета) районами.
Сельсоветы
- Ганцевичский
- Горело-Лугский (до 21 августа 1925)
- Зембинский
- Иканский (с 21 августа 1925)
- Каменский
- Кищино-Слободский (с 21 августа 1925)
- Корсаковичский
- Костюковский (с 21 августа 1925)
- Мстижский
- Холхолицкий (с 21 августа 1925)
- Швабский